# Apple Valley (Utah)
Apple Valley è un comune (town) degli Stati Uniti d'America della contea di Washington nello Stato dello Utah, a 12 miglia (19 km) ad est di Hurricane lungo la SR-59. La popolazione era di 701 persone al censimento del 2010.
Apple Valley è stata incorporata il 15 ottobre 2004, e secondo una stima dello US Census Bureau nel 2007, la popolazione era di 427 persone. Nel 2006, alcuni residenti della città hanno firmato una petizione per la dis-incorporazione, sostenendo che l'incorporazione era prematura. Anche se ottennero un numero sufficiente di firme per chiedere un voto di dis-incorporazione, il tentativo non ha avuto successo. Un altro voto di dis-incorporazione il 19 giugno 2012 è anche fallito.

## Società

### Evoluzione demografica
Secondo il censimento del 2010, c'erano 701 persone.

### Etnie e minoranze straniere
Secondo il censimento del 2010, la composizione etnica della città era formata dal 94,3% di bianchi, il 3,0% di nativi americani, lo 0,1% di asiatici, l'1,3% di altre razze, e l'1,3% di due o più etnie. Ispanici o latinos di qualunque razza erano il 3,3% della popolazione.